# Надія Дюк
Надія Дюк (англ. Nadia Diuk; 16 жовтня 1954, Лондон — 23 січня 2019, США) — американська науковиця та громадська діячка українського походження.

## Життєпис
Донька хорунжого Української повстанської армії Петра Дюка, який перебрався до Великої Британії, де був членом Спілки офіцерів України, Союзу українців у Великій Британії. Тут народилася у 1954 році. Навчалася в Університеті Сассексу, здобула ступінь бакалавра мистецтв з відзнакою. Закінчила коледж Святого Антонія Оксфордського університету, ставши першим доктором з проблем україністики, захистивши дисертацію на тему досліджень публіцистики Михайла Драгоманова в XIX сторіччі. Після цього викладала в цьому університеті радянську та російську історію. З 1980-х років активно допомагала українській діаспорі та дисидентам. Водночас була науковою співробітницею британського Товариства досліджень Центральної Азії.
Згодом перебралася до США, мешкала у Вашингтоні. З 1987 року працювала в Національному фонді на підтримку демократії. До 1989 року керувала програмами на підтримку демократичних рухів в Югославії та Радянському Союзі. З початку 2000-х років була головним директором відділу Центральної Європи та Євразії. Активно досліджувала процеси під час Помаранчевої революції в Україні 2004 року. Згодом призначена на посаду віцепрезидента, відповідає за діяльність фонду в Європі, Євразії, Африці та Латинській Америці.
Була членом Ради у справах міжнародних зв'язків (Council on Foreign Relation) та Дорадчої ради Кенан інституту Центру міжнародних досліджень імені Президента Вудро Вільсона. Входила до «Вашингтонської групи» українців. Фонд підтримки демократії є неприбутковою конгресовою організацією США, яка надає активну допомогу Україні в розвитку та зміцненні демократичних реформ. Сприяла організації візитів до США Віктора Ющенка, тоді ще лідера опозиційних сил України.
Часто публікувала статті в газетах та журналах «Вашингтон пост», «Вашингтон таймс», «Журнал демократії», «Орбіс», «Світ», «I», «Азербайджанський інтернаціонал», «Російський журнал публічної думки».

## Нагороди
- Орден княгині Ольги III ступеня (22 січня 2019) — за значний особистий внесок у державне будівництво, зміцнення національної безпеки, соціально-економічний, науково-технічний, культурно-освітній розвиток Української держави, вагомі трудові досягнення, багаторічну сумлінну працю[1]

## Відомі праці
- «Голодомор 1932–33 рр.», виданої в США 1985 року.
- «Наступне покоління в Росії, Україні та Азербайджані: молодь, політика, ідентичність та зміни» (2012 рік)

## Родина
Одружена з американцем українського походження Адріаном Каратницьким, який з 1993 по 2004 роки очолював організацію Freedom House.